# Budiónovka
|  | Per a altres significats, vegeu «Budiónovka (Nijni Nóvgorod)». |

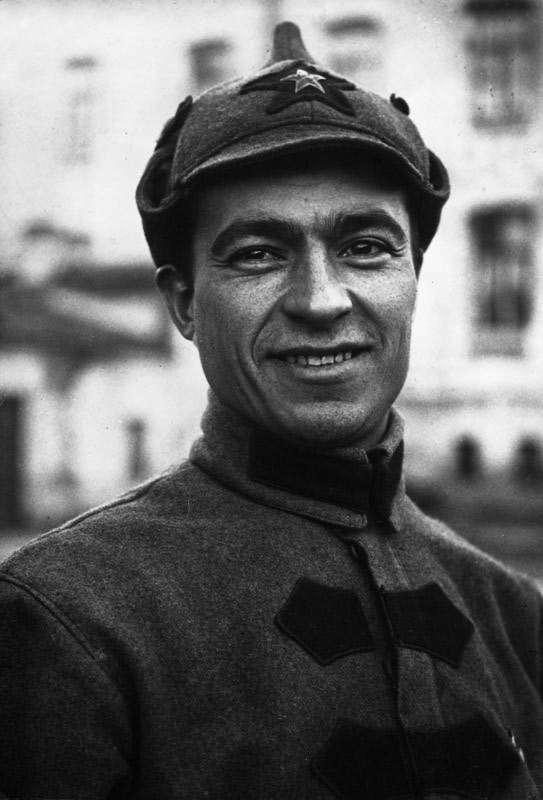
Soldat de l'Exèrcit Roig amb budiónovka (entre 1922 i 1924)

La budiónovka - en rus будёновка - és un barret militar semirígid, de forma acampanada, amb la part superior rematada en punta, i dotada de visera i d'orelleres desplegables. Usualment duia cosit al front un gran estel de cinc puntes amb viu tot emmarcant un estel menor, de xapa, de color roig, amb falç i martell grocs; el color de l'estel gros i el del seu viu denotaven l'arma (roig per a la infanteria, blau per a la cavalleria, etc.).
D'ús exclusivament soviètic (1919-1940/41), la budiónovka constitueix una de les icones del segle xx.
Convé puntualitzar que budiónovka és la transcripció correcta del rus будёновка en català, d'acord amb les normes de transcripció de l'alfabet ciríl·lic adoptades per l'Institut d'Estudis Catalans. És, també, l'única forma que preserva satisfactòriament en català la pronúncia original del mot.

## Història

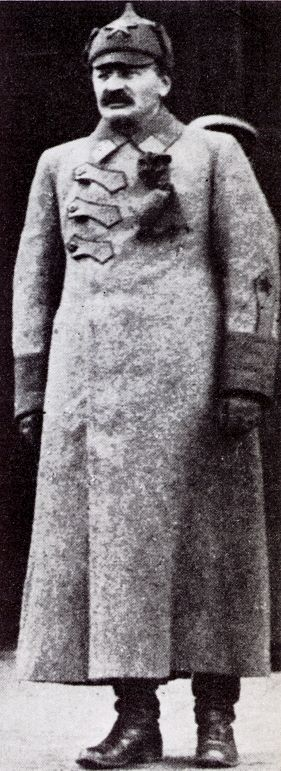
Lev D. Trotski amb budiónovka als anys vint

Fins ben avançada la Guerra Civil Russa l'Exèrcit Roig vestia el que tenia a l'abast (uniformes tsaristes o d'altres exèrcits, roba civil, etc.), només que afegint-hi insígnies soviètiques. Per tal de solucionar aquest problema, el 25 d'abril de 1918 el Comissariat del Poble per a Afers Militars, presidit per Trotski, creà una Comissió d'Uniformologia, la qual el 7 de maig de 1918 obrí concurs públic per a l'elaboració d'un primer uniforme de l'Exèrcit Roig. El veredicte, de 18 de desembre de 1918, aprovà la budiónovka i les altres peces del nou uniforme, totes les quals foren implantades formalment pel decret 116 del Consell Militar Revolucionari de la República, de 16 de febrer de 1919, amb signatura de Trotski. No és clar qui fou, concretament, el dissenyador de la budiónovka; en tot cas, el guanyador del primer premi fou el pintor S. Arkàdievski, a qui es confià la confecció del prototip.
Segons una llegenda persistent, la budiónovka hauria estat dissenyada per algun artista tsarista de renom (generalment s'atribueix al pintor Víktor M. Vasnetsov) de cara a la commemoració del tercer centenari de la dinastia Romànov (1913), sense que hom l'arribés a usar; els bolxevics l'haurien trobada als magatzems militars el 1918 o el 1919. Això és fals: la premsa coetània informà àmpliament del concurs; i, a més, es conserva tota la documentació d'aquest, incloent-hi els dissenys originals; en canvi, no hi ha el menor testimoni anterior a 1919 (ni menys encara de 1913) que es refereixi a cap presumpte origen tsarista d'aquesta lligadura.
El nom oficial de la nova lligadura fou xlem ('elm'), perquè el seu disseny evocava l'elm eslavo-oriental (i túrquic) de l'Edat Mitjana. Col·loquialment rebé noms diversos: bogatirka, perquè recordava l'elm del bogatir ('cavaller') medieval; també, pel cognom dels primers caps militars que la popularitzaren, frúnzevka (de Mikhaïl Frunze) i budiónovka (de Semion M. Budionni). Aquest darrer nom - usos oficials a banda - fou el que s'imposà definitivament en la col·loquialitat, tant a la URSS com a l'exterior, d'ençà dels anys vint.

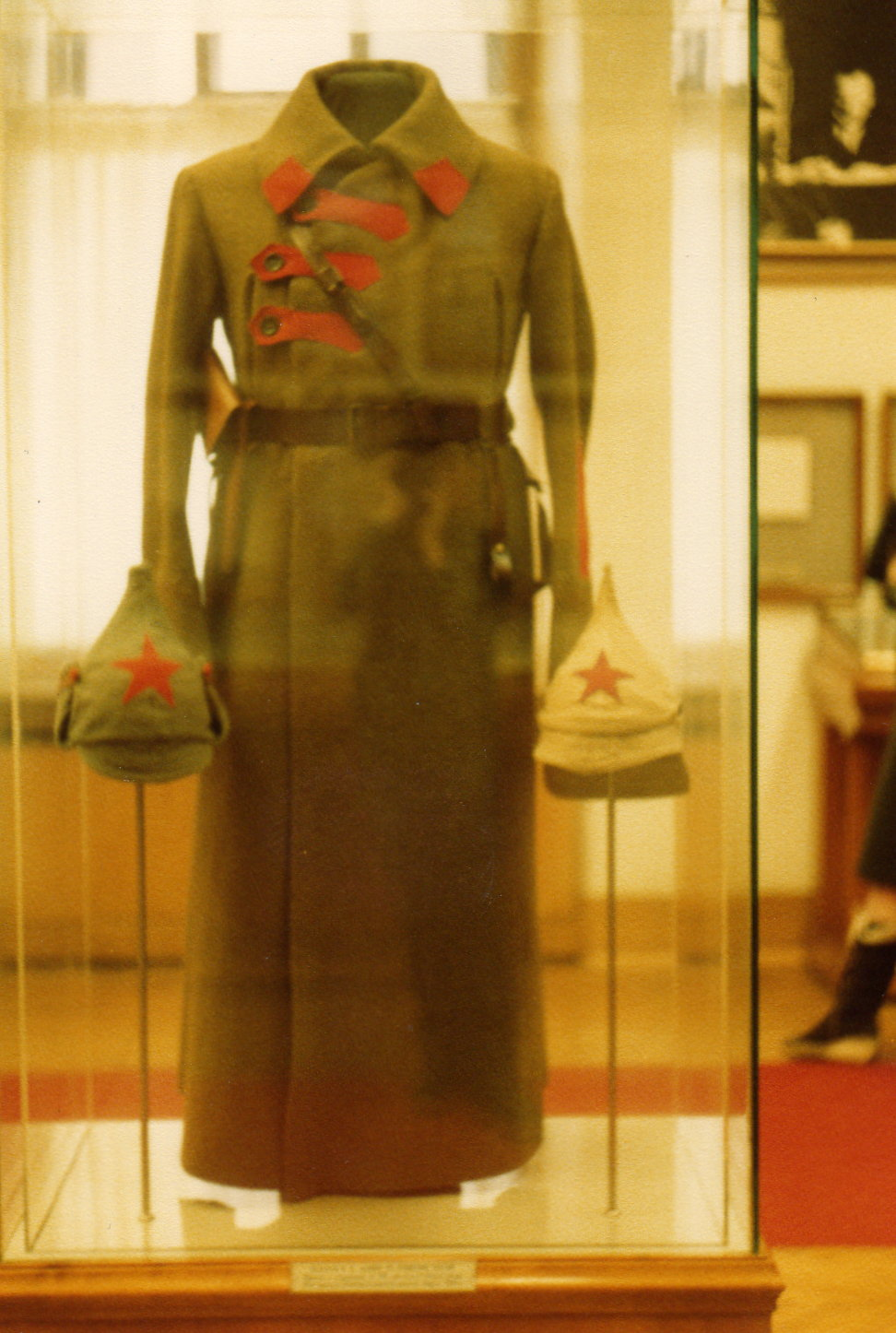
Budiónovka: models hivernal de 1919 i estiuenc de 1922 flanquejant el capot de 1919, amb razgovori sobre el pit

Del 1919 al 1940/41 la budiónovka fou la lligadura d'hivern per a tots els graus. La lligadura d'estiu anà variant: 
- fou la gorra de plat en 1919-1922 i en 1924-1935.
- el 1922 s'introduí una budiónovka d'estiu, mancada d'orelleres laterals però amb clatellera; era de tons clars, que podien anar del blanc a l'ocre, passant pel gris. Creada per a substituir la gorra de plat, fou efímera, però: el 1924 fou abolida alhora que hom restaurava la gorra de plat com a lligadura d'estiu.
- el 1935 la gorra de plat es reservà per als oficials, mentre que per a la tropa es generalitzà el casquet de caserna (pilotka), l'ús del qual havia estat molt circumscrit fins llavors als pilots d'aviació i al cadet (kursant) d'acadèmia militar.

Al llarg dels anys hi hagué diversos models successius de budiónovka, amb lleugers canvis de disseny, i també se n'elaboraren d'específics per a determinades armes.
Arran l'experiència de la Guerra Soviètico-finlandesa (1939-1940), la budiónovka fou jutjada inútil per a campanya, i suprimida (1940-1941). La substituïren la pilotka (casquet de caserna) per a estiu i la ushanka (casquet de pell) per a hivern.

## Paper simbòlic

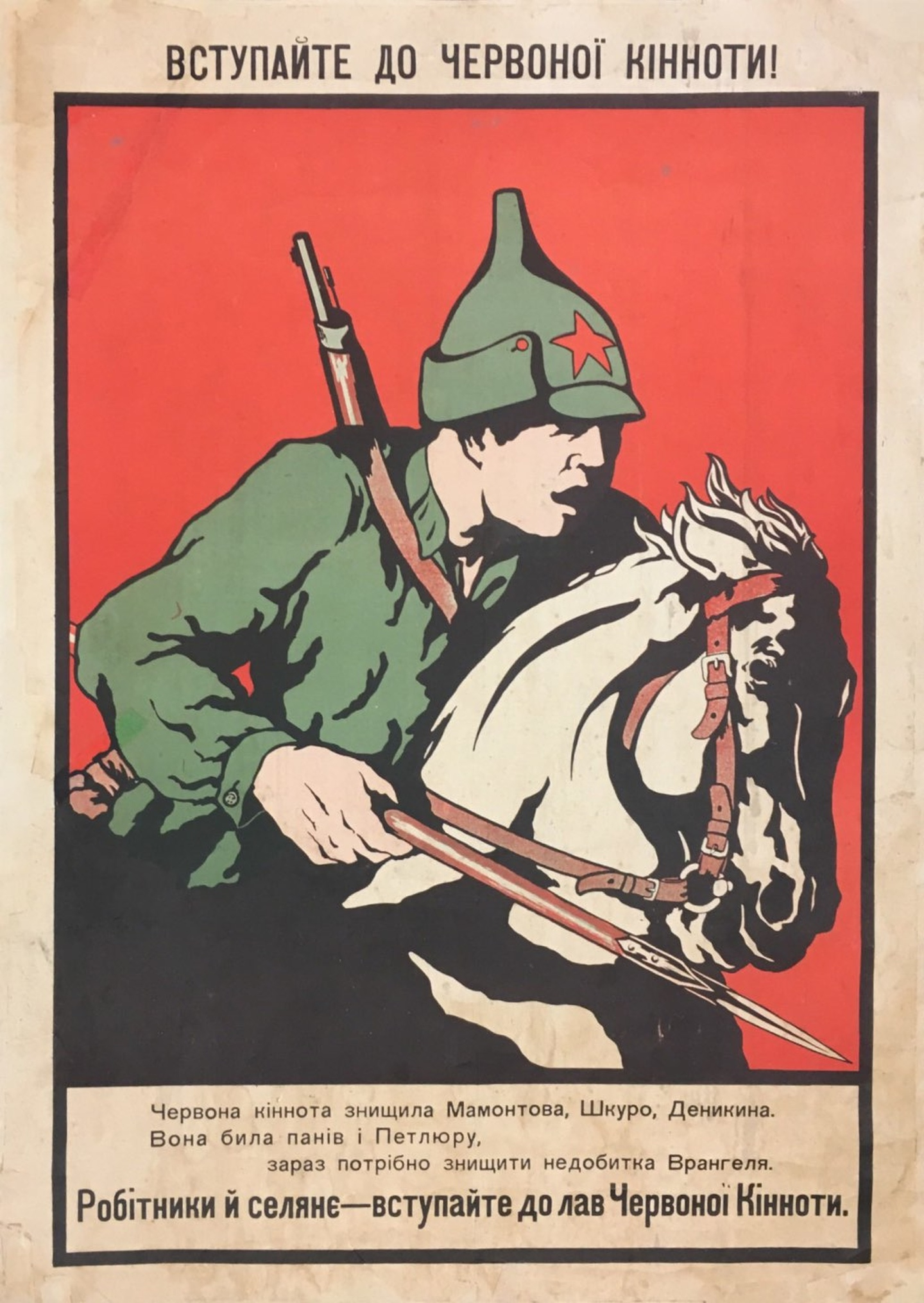
"Allisteu-vos a la Cavalleria Roja!". Soldat amb budiónovka, les orelleres plegades, en un cartell anònim de 1920, en ucraïnès

El 1919, en adoptar-se un uniforme propi i específic per a l'Exèrcit Roig, hom tenia els mateixos objectius que qualsevol altre exèrcit en situació anàloga; però, a més a més, es pretenia trencar radicalment amb la tradició tsarista i amb el món burgès, també en el camp simbòlic (i socialment emblemàtic) de l'uniforme militar. En aquest context, la budiónovka fou l'element més reeixit, perquè era una lligadura de tipus radicalment nou i suposava una ruptura no solament amb el passat tsarista granrús, sinó també amb els usos coetanis dels exèrcits del món capitalista. Alhora, la budiónovka sintonitzava molt bé amb el dinamisme transformador de l'època i es connotava amb un cert romanticisme revolucionari de càrregues de la Cavalleria Roja, etc.
Per tot plegat, la budiónovka fou, mentre existí, l'identificador més característic i emblemàtic de l'Exèrcit Roig. Així mateix, des de la seva aparició fins actualment ha estat un dels grans símbols de la revolució i l'Estat soviètics, i, per extensió, una de les icones revolucionàries internacionals. Inversament, fou molt usada per la propaganda antisoviètica, i anticomunista en general, la qual, durant dècades, personificava el comunisme en una "bèstia asiàtica" cofada amb budiónovka i, sovint, amb un punyal a la boca.